# Ridley Hall (Northumberland)

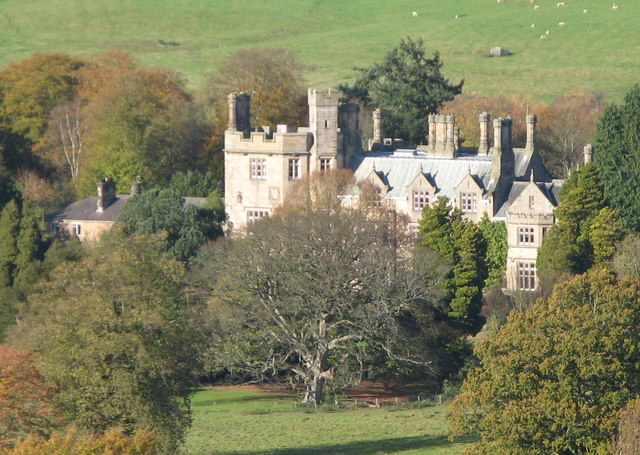
Ridley Hall

Ridley Hall ist ein Landhaus in Bardon Mill in der englischen Grafschaft Northumberland. Das Haus aus dem 18. Jahrhundert hat English Heritage als historisches Bauwerk II. Grades gelistet.

## Geschichte
Auf dem Gelände der heutigen Ridley Hall stand ein Haus aus dem 16. Jahrhundert, das der Familie Ridley gehörte. Ende des 17. Jahrhunderts kaufte es die Familie Lowes und ließ an seiner Stele 1743 ein neues Landhaus in georgianischem Stil errichten.
1795 verstarb John Lowes, der 1790 der High Sheriff of Northumberland war. Sein ältester Sohn und Erbe, William Cornforth Lowes, verstarb 1810 und sein jüngerer Bruder und Nacherbe 1812. 1818 kaufte Thomas Bates Ridley Hall.
1830 kaufte John Davidson, der 1839 High Sheriff of Northumberland war, ein Vetter von William Cornforth Lowes, der auch in dessen Testament bedacht worden war, das Haus und ließ es wesentlich umbauen. Er heiratete Susan Jessup, eine Tochter des 9. Earl of Strathmore and Kinghorne, die das Anwesen dem Kunstsammler John Bowes, einem Sohn ihres Bruders John Bowes, 10. Earl of Strathmore and Kingborne vermachte.
1891 erhielt das Haus ein neues Hauptgebäude im Neu-Tudor-Stil, das der Architekt Horatio Adamson für Frances Bowes-Lyon entwarf. Aus dem Westflügel des Gebäudes aus dem 18. Jahrhundert wurde der neue Flügel für die Dienerschaft.
Die Familie Bowes-Lyon weilte nicht oft in Ridley Hall und im 20. Jahrhundert verkaufte sie das Haus an Reverend E. A. Evans, der dort eine Privatschule aufbaute.  Mitte der 1960er-Jahre wurde diese mit der Featherstone Preparatory School aus dem nahegelegenen Haltwhistle zusammengelegt. 1967 zwangen zu geringe Schülerzahlen zur Schließung der Schule und Reverend E. A. Evans ging in Rente. Dann kaufte das Northern Counties College aus Long Benton in Newcastle upon Tyne und brachte in dem Gebäude eine Lehrerbildungsanstalt für Lehrerstudenten im ersten Jahr unter.

## Heute
Das Haus bietet heute Unterkunft für die Schüler der Haydon Bridge High School, einer der wenigen staatlichen Internate in England. Schüler, die in Otterburn oder weiter weg wohnen, blieben während der Schulzeit in Ridley Hall, wobei die meisten am Wochenende nach Hause fahren. An den Wochenenden und während der Schulferien steht das Landhaus für Hochzeiten und Konferenzen zur Verfügung, ist aber nicht öffentlich zugänglich.
Ridley Hall liegt auf einem 13,2 Hektar großen Grundstück mit lichtem Wald, Spielfeldern und Rasenflächen. An das Grundstück grenzt an den Allen-Banks-Park in einer Klamm des River Allen in Besitz des National Trust an.